# Хладна морска струја
Хладна морска струја је струја чија је температура воде на страни окренутој ка обали нижа од исте на страни окренутој отвореном океану, на одређеној географској ширини. Овакве струје су најчешће оријентисане из виших ширина према нижим, тј. из умерених и хладних области ка тропским и суптропским области. Такође, у изворишним обастима је смањено испаравање и салинитет.
На географским картама се овакав тип струје означава плавом стрелицом, оријентисаном у смеру њеног кретања.

## Морске струје
Ово је списак хладних морских струја распоређених према океанима у којима настају:
| Атлантски океан         | Тихи океан              | Индијски океан             |
| Лабрадорска струја      | Калифорнијска струја    | Западноаустралијска струја |
| Гренландска струја      | Хумболтова струја       | Струја западних ветрова    |
| Канарска струја         | Струја западних ветрова |                            |
| Бенгуелска струја       | Ојашио струја           |                            |
| Струја западних ветрова | Кејпхорнска струја      |                            |
| Кејпхорнска струја      | Kурашио струја          |                            |
| Фолкландска струја      |                         |                            |